# Слобода (Новоушицкий район)
Слобода (укр. Слобода) — село в Новоушицком районе Хмельницкой области Украины.
Население по переписи 2001 года составляло 68 человек. Почтовый индекс — 32610. Телефонный код — 3847. Занимает площадь 0,377 км². Код КОАТУУ — 6821587403.

## Местный совет
32610, Хмельницкая обл., Новоушицкий р-н, с. Глебов